# Serchio (historietista)
Alfonso Sanchis Castelló, más conocido como Serchio, es un dibujante de cómic español, nacido en Benimámet (Valencia) en 1935, perteneciente a la segunda generación de la Escuela Valenciana.

## Biografía
Serchio comenzó su trayectoria profesional en la editorial Valenciana, encargándose de concluir El Hijo de la Jungla tras el abandono de Manuel Gago.
Pasó luego a la Editorial Maga, propiedad del mismo Gago, donde en un primer momento sustituyó también a otro autor, Miguel Quesada, en Pacho Dinamita. Triunfará finalmente con Don Z (1959), escrita por Federico Amorós, aunque también realizaron juntos otras series, como El Ranchero (1961).